# Цокориные
Цокориные (лат. Myospalacinae) — подсемейство слепышовых грызунов, внешне схожих с кротами. Подсемейство включает два современных рода, в которые входит примерно 8 видов, которые обитают в Азии (Китай, Россия, Казахстан).
Традиционно считалось, что цокоры тесно связаны либо с хомяками (Cricetinae), либо с полевками (Arvicolinae), но недавние молекулярно-филогенетические исследования показали, что они более тесно связаны с слепышами (Spalacinae), а также кротовыми и бамбуковыми крысами (Rhizomyinae) из семейства слепышовых. По-видимому, один из первых важных эволюционных расколов у мышеобразных грызунов произошёл между роющими и нероющими формами.
В отличие от других слепышовых, которые используют для рытья свои резцы, цокоры копают землю мощными когтями на передних лапах. У них маленькие глаза и нет наружных ушей. Цокоры питаются растительной пищей, такой как клубни и семена.

## Классификация
В подсемейство цокориных включают 4 рода и около 15 видов:
- Род Eospalax
  - Китайский цокор (Eospalax fontanierii)  (Milne-Edwards, 1867)
  - Цокор Ротшильда (Eospalax rothschildi)  (Thomas, 1911)
  - Цокор Смита (Eospalax smithii)  (Thomas, 1911)
  - † Eospalax arvicolinus  (Nehring, 1885)
- Род Myospalax
  - Алтайский цокор (Myospalax myospalax)  (Laxmann, 1733)
  - Даурский цокор (Myospalax aspalax)  (Pallas, 1776)
  - Маньчжурский цокор (Myospalax epsilanus)   Thomas, 1912)
  - Северокитайский цокор (Myospalax psilurus)  (Milne-Edwards, 1874)
  - Цокор Арманда (Myospalax armandii)  (Milne-Edwards, 1867)
- Род † Prosiphneus
  - † Prosiphneus licenti  (Teilhard de Chardin, 1926)
  - † Prosiphneus lyratus  (Teilhard de Chardin, 1942)
  - † Prosiphneus truncatus  (Teilhard de Chardin, 1942)
- Род † Mesosiphneus
  - † Mesosiphneus intermedius  (Teilhard de Chardin & Young, 1931)
  - † Mesosiphneus praetingi  (Teilhard de Chardin, 1942)
  - † Mesosiphneus primitivus  (Liu et al., 2013)